# 피렌체 역사 지구

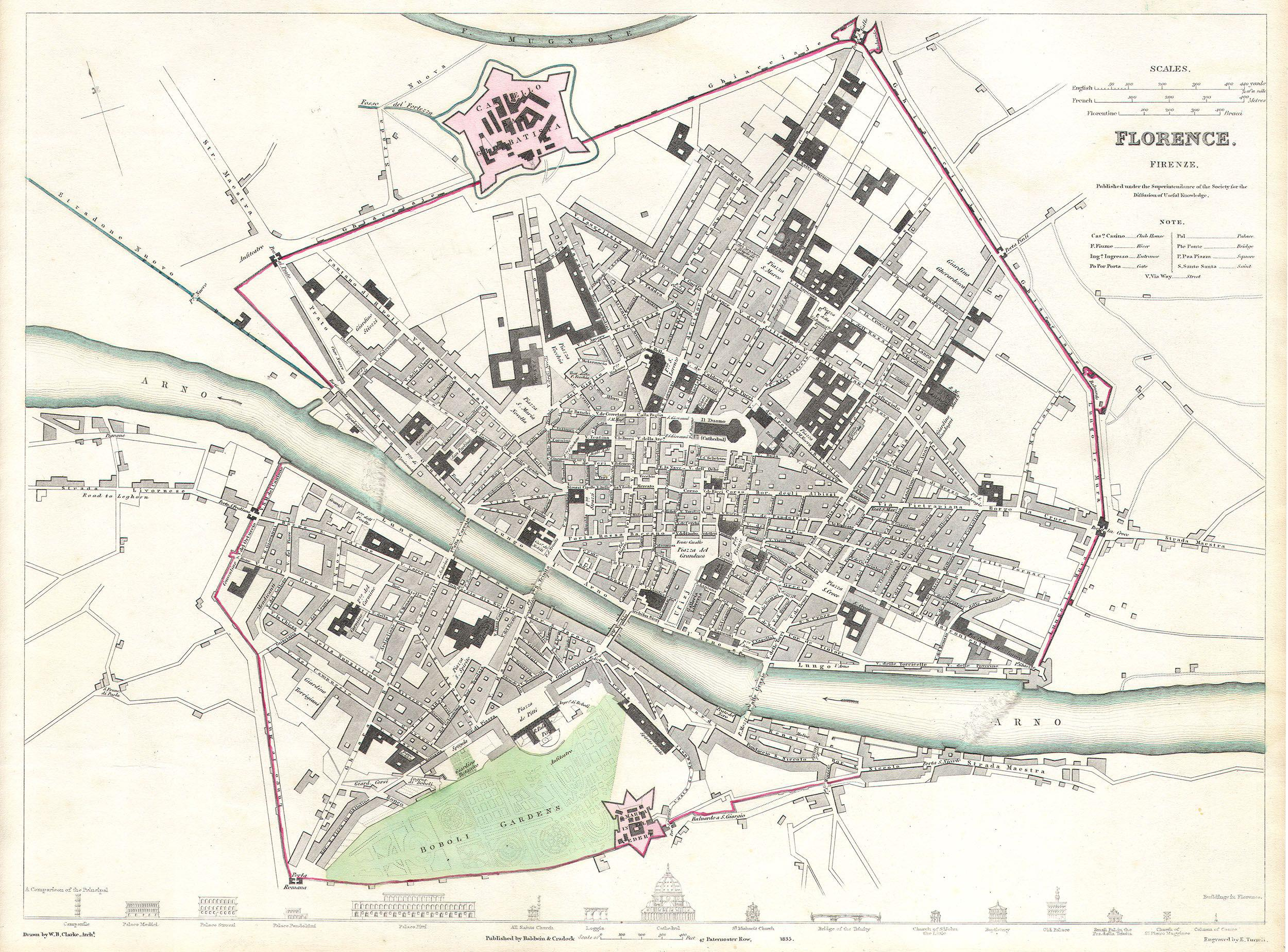
1835년 당시 피렌체의 도심 지도. 중세 시대의 도심에 대부분이 한정되어 있음을 보여준다.

피렌체 역사 지구(Centro storico di Firenze)는 이탈리아 도시 피렌체의 제1 콰르티에레의 일부이다. 1982년에 유네스코 세계 문화 유산으로 등재되었다.
에트루리아 문명의 취락이 있던 곳에 지어진, 르네상스의 상징인 피렌체는 15세기와 16세기에 메디치 가문의 지도 하에 경제적 그리고 문화적으로 발군의 위치에 올랐다. 피렌체의 600여 년간의 유례가 없는 미적 활동은 그 무엇보다 13세기의 대성당 (산타 마리아 델 피오레), 산타 크로체 성당, 우피치 궁전과 피티 궁전, 조토, 필리포 브루넬레스키, 산드로 보티첼리, 미켈란젤로 등 위대한 거장들의 작품 등에서 찾아볼 수 있다.

## 경관
옛 중세 시대의 성벽을 따라 그려진 거리 안에 둘러싸인, 피렌체 역사지구는 피렌체의 가장 중요한 문화 유적들을 품고 있다. 당시 경제력이 절정에 오른 덕에 형성된, 14세기의 성벽을 따라 형성되었으며, 이어지는 2세기에 그 최대 번영 정도를 알게 해준다.
피렌체의 종교적 중심지는 조토의 종탑이 옆에 있고, 로렌초 기베르티가 만든 '천국의 문'이 있는 산 조반니 세례당을 마주보고 있는, 산타 마리아 델 피오레 대성당과 두오모 광장이다. 이곳에서 북쪽으로 미켈로초가 설계한 메디치 리카르디 궁전, 도나텔로 및 미켈란젤로 등의 성구 보관실 등을 갖춘 필리포 브루넬레스키가 만든 산 로렌초 성당이 있다. 그 외에도, 프라 안젤리코의 걸작을 갖춘 산마르코 국립박물관, 미켈란젤로의 다비드를 비롯한 작품들을 소장한 아카데미아 미술관, 필리포 브루넬레스키의 오스페달레 델리 인노첸티가 있는 산티시마 안눈치아타 광장 등이 있다.
두오모에서 남쪽으로 시선을 돌리면 피렌체의 정치 및 문화의 중심지 베키오 궁전 그리고 인접한 곳의 우피치가 있으며, 이곳 근처에는 바르젤로 미술관과 성 십자가 성당이 위치해 있다. 베키오 다리를 건너면 피티 궁전과 보볼리 정원이 있는 올트라르노 구역에 이른다. 올트라르노에는 필리포 브루넬레스키의 성령 교회, 마솔리노와 마사초, 필리포 리피 등의 프레스코화가 있는 산타 마리아 델 카르미네 성당 등이 있다.
두오모의 서쪽에는 인상적인 궁전인 스트로치 궁전 (주요 전시 시설이자 문화 시설) 및 레온 바티스타 알베르티가 설계한 파사드가 있는 산타 마리아 노벨라 성당이 위치해 있다.
구 도심은 주변의 언덕 지역들, 특히나 포르테 벨베데레에서나 로마네스크풍의 산 미니아토 알 몬테 성당이 있는 미켈란젤로 광장에서 그리고 아르노강 유역의 가장 아름다운 관경을 볼 수 있는 곳 중 하나인 피에솔레 언덕에서 전체적으로 감상할 수 있다.
북쪽 지역은 피렌체가 이탈리아의 수도로 정해졌을 당시 파리의 불바드에서 영감을 받은 넓은 6차선 도로인 비알리 디 치르콘발라치오네로 둘러싸여 있다.
수백 개의 상업 활동이 벌어지는 피렌체의 중심지는 쇼핑과 엔터테인먼트의 낙원이며: 엘레강스한 부티크, 오래된 카페, 활기 넘치는 노상 가게, 수 많은 나이트클럽, 디스코 클럽, 미국식 바 및 술 한 잔 할 장소 등을 갖추고 있다 (유명한 칵테일인 네그로니가 이곳에서 탄생했다.).

## 같이 보기
- 피렌체 역사 지구 내 광장 목록

## 참고 문헌
- “City of Florence”. 《City of Florence》. 2017년 9월 14일에 원본 문서에서 보존된 문서. 2014년 9월 14일에 확인함.